# أولاد العربي الصاف (الدوامة)
أولاد العربي الصاف هو دُوَّار يقع بجماعة واد الجمعة، إقليم تاونات، جهة فاس مكناس في المملكة المغربية. ينتمي الدوّار لمشيخة الدوامة التي تضم 13 دوار. يقدر عدد سكانه بـ 95 نسمة حسب الإحصاء الرسمي للسكان والسكنى لسنة 2004.

## روابط خارجية
- البوابة الوطنية للجماعات الترابية
- المندوبية السامية للتخطيط